# Gare de Shin-Tokorozawa
La gare de Shin-Tokorozawa (新所沢駅, Shin-Tokorozawa-eki) est une gare ferroviaire de la ville de Tokorozawa, dans la préfecture de Saitama au Japon. Elle est exploitée par la compagnie Seibu.

## Situation ferroviaire
La gare de Shin-Tokorozawa est située au point kilométrique (PK) 31,7 de la ligne Seibu Shinjuku.

## Histoire
La gare a été inaugurée le 11 juin 1951.

## Services aux voyageurs

### Accès et accueil
La gare dispose d'un bâtiment voyageurs, avec guichet, ouvert tous les jours.

### Desserte
- Ligne Seibu Shinjuku :
  - voies 1 et 2 : direction Sayamashi et Hon-Kawagoe
  - voies 3 et 4 : direction Tokorozawa et Seibu-Shinjuku